# پارک شکوفه‌های گیلاس لانگ وانگ تانگ

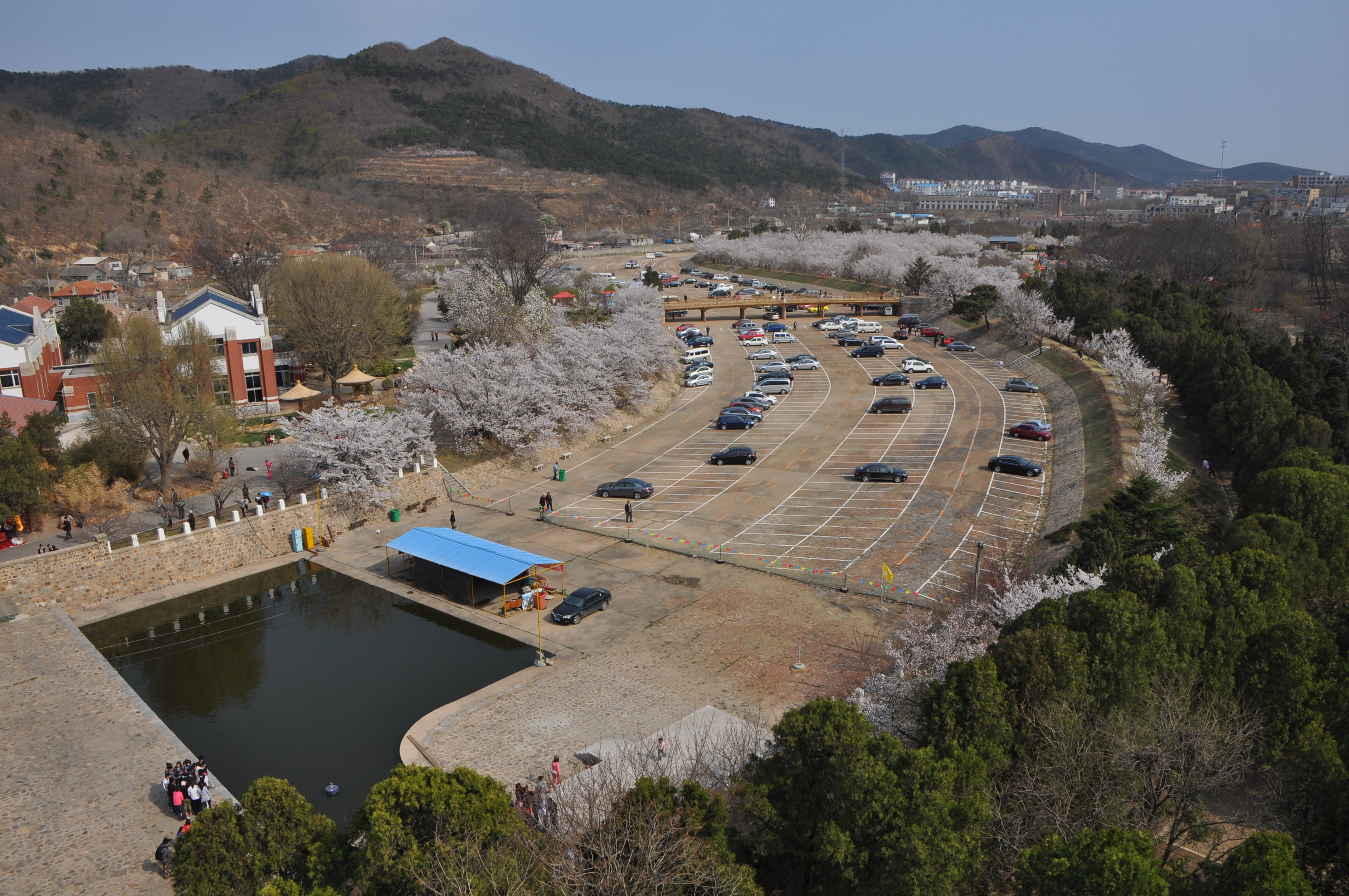
پارک شکوفه‌های گیلاس لانگ وانگ تانگ

پارک شکوفه‌های گیلاس لانگ وانگ تانگ (به انگلیسی: Longwangtang Cherry Blossom Park) معروفترین پارک از نظر داشتن ساکورا در چین است. این پارک در جنوبی‌ترین منطقهٔ شهر دالیان ، استان لیائونینگ، در چین قرار دارد و یکی از جاذبه‌های گردشگری این منطقه به شمار می‌آید. این پارک در زمان اشغال این منطقه در سال ۱۹۲۰ میلادی توسط ژاپن احداث شده‌است. در روی بروشور راهنمای پارک عبارت بزرگترین پارک ساکورای چین درج شده‌است.  
در این پارک ساکوراهایی که در سال ۱۹۷۳ میلادی از طرف شصت و چهار و شصت پنجمین نخست وزیر ژاپن، (دوران نخست وزیری ۱۹۷۴–۱۹۷۲)  تاناکا کاکوئی (به ژاپنی: 田中角栄) به چین اهدا شد، کاشته شده‌است. به همراه این پارک قسمت دیگری از این ساکوراهای اهدایی در دانشگاه وهان کاشته شدند.
این پارک در کنار سدی به همین نام قرار دارد. ورودی به پارک ۲۰ یوان چین است.